# Cover di brani dei Beatles
Elenco di cover di brani dei Beatles.

## Argentina
| Anno | Titolo originale | Titolo francese | Autore del testo in spagnolo | Esecutori |
| ---- | ---------------- | --------------- | ---------------------------- | --------- |
| 1965 | Yesterday        | Ayer            | Ben Molar                    | Los Buhos |

## Francia
| Anno | Titolo originale          | Titolo francese    | Autore del testo in francese | Esecutori       |
| ---- | ------------------------- | ------------------ | ---------------------------- | --------------- |
| 1964 | All My Loving             | Toi l'ami          | Daniel Hortis                | Richard Anthony |
| 1964 | It Won't Be Long          | Le Temps Est Long  | Ralph Bernet                 | Les Lionceaux   |
| 1967 | Strawberry Fields Forever | Il Est Plus Facile | Jacques Monty                | F.R. David      |

## Italia
Molte canzoni dei Beatles sono state tradotte in italiano: i Meteors nel 1965 hanno dedicato al gruppo un intero album, intitolato Beatlesmania, mentre Fabio KoRyu Calabrò ha realizzato dapprima una versione in italiano dell'intero White Album nel 2000, intitolata Albume bianco, e poi, nel 2007, ha ripetuto l'operazione con Sergio Pepe e l'orchestrina dei cuori solitari, in riferimento all'album Sgt. Pepper's Lonely Hearts Club Band. Gli Shampoo, gruppo demenziale napoletano, nell'album In Naples 1980/81 ha riproposto alcune canzoni dei Beatles tradotte in napoletano (per cui ad esempio Help! è diventata Peppe, Day Tripper invece 'e zizze).
| Anno | Titolo originale                     | Titolo italiano              | Autore del testo in italiano          | Esecutori                                                                           |
| ---- | ------------------------------------ | ---------------------------- | ------------------------------------- | ----------------------------------------------------------------------------------- |
| 1963 | Please Please Me                     | Please Please Me             | Danpa                                 | Fausto Leali e i suoi Novelty                                                       |
| 1964 | Love Me Do                           | Una ragazza diversa          | Pino Donaggio                         | Giovani Giovani                                                                     |
| 1964 | I Want To Hold Your Hand             | Ma voglio solo te            | Pino Donaggio                         | Giovani Giovani                                                                     |
| 1964 | I Saw Her Standing There             | Se mi fai pedinare           | Danpa                                 | Danny Lorin                                                                         |
| 1964 | Misery                               | Misery                       | Danpa                                 | Danny Lorin                                                                         |
| 1964 | I Want to Hold Your Hand             | Ti voglio come sei           | Danpa                                 | I Birilli                                                                           |
| 1964 | A Hard Day's Night                   | Tutti per uno                | Danpa                                 | I Birilli                                                                           |
| 1964 | She Loves You                        | Lei ti ama                   | Giuseppe Cassia e P. Salinelli        | Fausto Leali                                                                        |
| 1964 | From Me to You                       | Cambia tattica               | Vito Pallavicini                      | Ricky Gianco                                                                        |
| 1964 | All My Loving                        | Non cercarmi                 | Vito Pallavicini                      | Ricky Gianco                                                                        |
| 1964 | I Call Your Name                     | Io voglio te                 | Bruno Rivelli                         | Cico Mauro e i 4 dell'Iride                                                         |
| 1965 | I Should Have Known Better           | Cerca di capire              | Don Backy                             | Dino                                                                                |
| 1965 | Yesterday                            | Ieri                         | Marcello Minerbi e Tullio Romano      | I Trappers -Los Marcellos Ferial (nel 1966 Catherine Spaak; nel 1970 Claudio Villa) |
| 1965 | I Feel Fine                          | Lasciami con lei, senza lei  | Mogol                                 | Meteors                                                                             |
| 1965 | P.S. I Love You                      | P.S. I Love You              | Pinchi                                | Riki Maiocchi                                                                       |
| 1965 | Misery                               | Quattrini no                 | Franco Zauli                          | Meteors                                                                             |
| 1966 | Michelle                             | Michelle                     | Vito Pallavicini e Ricky Gianco       | Don Miko, Augusto Righetti                                                          |
| 1966 | Girl                                 | Ragazza                      | Mario Cenci                           | Peppino Di Capri                                                                    |
| 1966 | I Need You                           | Ho bisogno di te             | Giorgio Calabrese                     | Meri Marabini                                                                       |
| 1966 | Paperback Writer                     | Quello che manca             | Giorgio Calabrese                     | Augusto Righetti                                                                    |
| 1966 | Day Tripper                          | Non sei dritta               | Giorgio Calabrese                     | Augusto Righetti                                                                    |
| 1966 | Run for Your Life                    | Cara mia                     | Giorgio Calabrese                     | Augusto Righetti                                                                    |
| 1966 | Drive My Car                         | Fammi fare un giro           | Giorgio Calabrese                     | Augusto Righetti                                                                    |
| 1966 | Rain                                 | Pioggia                      | Vito Pallavicini                      | Bushmen, Augusto Righetti                                                           |
| 1966 | We Can Work It Out                   | Nelle mani tue               | Carlo Rossi                           | Mike Liddell & gli Atomi, Augusto Righetti                                          |
| 1966 | Norwegian Wood (This Bird Has Flown) | Se ritornerai                | Domenico Seren Gay e Luigi Menegazzi  | Camaleonti                                                                          |
| 1966 | She's a Woman                        | Lui non vuole                | Paolo Gatti e Saverio Mucci           | I Bisonti                                                                           |
| 1967 | With a Little Help from My Friends   | Un piccolo aiuto dagli amici | Mogol                                 | I soliti ignoti                                                                     |
| 1967 | Penny Lane                           | Penny Lane                   | Mogol                                 | I Castellani                                                                        |
| 1967 | Yellow Submarine                     | Un bel sottomarin            | Mogol                                 | Les Compagnons de la Chanson                                                        |
| 1967 | Here, There and Everywhere           | Una che dice di sì           | Le Bisce                              | Le Bisce                                                                            |
| 1967 | The Fool on the Hill                 | L'uomo sulla collina         | Bruno Lauzi                           | Vanna Scotti                                                                        |
| 1967 | And I Love Her                       | La tua voce                  | Miro Banis                            | Miro Banis e i transistors                                                          |
| 1968 | Hello Goodbye                        | Hello Goodbye                | Mogol                                 | Bit-nik                                                                             |
| 1968 | I'll Be Back                         | Cos'hai                      | Rolando Giambelli                     | Rolando Giambelli                                                                   |
| 1968 | Get Back                             | Chi è                        | Sergio Bardotti                       | The Juniors                                                                         |
| 1968 | Lady Madonna                         | Lady Madonna                 | Mogol                                 | Gleemen                                                                             |
| 1969 | Carry That Weight                    | Il dubbio                    | Paolo Limiti e Felice Piccarreda      | I Nuovi Angeli                                                                      |
| 1969 | Ob-La-Di, Ob-La-Da                   | Obladì Oblada                | Mogol e Felice Piccarreda             | I Nuovi Angeli, I Ribelli, Dino                                                     |
| 1969 | Back in the U.S.S.R.                 | Torno in Russia              | Felice Piccarreda                     | Chriss and the Stroke                                                               |
| 1969 | Golden Slumbers                      | Per niente al mondo          | Paolo Limiti e Felice Piccarreda      | Chriss and the Stroke, Wess                                                         |
| 1969 | Something                            | Una come te                  | Michele Anzoino                       | Franco dei New Dada                                                                 |
| 1970 | Oh! Darling                          | Oh, Darling!                 | Luigi Albertelli                      | I Ribelli                                                                           |
| 1970 | And I Love Her                       | La tua voce                  | Mogol e Don Backy                     | Patty Pravo                                                                         |
| 1970 | Let It Be                            | Dille sì                     | Cristiano Minellono                   | Patrick Samson                                                                      |
| 1970 | I Am the Walrus                      | Non sono solo                | Domenico Seren Gay                    | Uh!                                                                                 |
| 1970 | The Long and Winding Road            | La lunga strada che          | Felice Piccarreda                     | Day Costello                                                                        |
| 1971 | Here, There and Everywhere           | Una che dice di sì           | Bruno Lauzi                           | Gianni Morandi                                                                      |
| 1979 | Here, There and Everywhere           | Se mai ti stancassi          | Gian Pieretti                         | Laura Luca                                                                          |
| 1983 | Golden Slumbers                      | Non ti cambierei             | Paolo Limiti e Felice Piccarreda      | Fred Bongusto                                                                       |
| 1988 | Let It Be                            | Lato B                       | Vincenzo Ricotta                      | Powerillusi                                                                         |
| 2000 | Back in the U.S.S.R.                 | Torno in C.C.C.P.            | Fabio KoRyu Calabrò                   | Fabio KoRyu Calabrò                                                                 |
| 2000 | Dear Prudence                        | Prudenza cara                | Fabio KoRyu Calabrò                   | Fabio KoRyu Calabrò                                                                 |
| 2000 | While My Guitar Gently Weeps         | Piangi ukulele con me        | Fabio KoRyu Calabrò                   | Fabio KoRyu Calabrò                                                                 |
| 2000 | Honey Pie                            | Monica                       | Fabio KoRyu Calabrò                   | Fabio KoRyu Calabrò                                                                 |
| 2000 | Revolution                           | Rivoluzione                  | Fabio KoRyu Calabrò                   | Fabio KoRyu Calabrò                                                                 |
| 2000 | Helter Skelter                       | Alka Seltzer                 | Fabio KoRyu Calabrò                   | Fabio KoRyu Calabrò                                                                 |
| 2004 | Let It Be                            | L'è de 'lbì                  | Luciano Ravasio                       | Luciano Ravasio                                                                     |
| 2022 | Get Back                             | Pecché                       | Gianni Averardi & Gianfranco Caliendo | Founders Reunion/Gianni Averardi & Gianfranco Caliendo                              |

## Spagna
| Anno | Titolo originale | Titolo francese   | Autore del testo in spagnolo | Esecutori   |
| ---- | ---------------- | ----------------- | ---------------------------- | ----------- |
| 1965 | Ticket to Ride   | Un Billete Compró | Jorge Córcega                | Los Mustang |
| 1965 | No Reply         | Nadie Respondio   | Jorge Córcega                | Los Mustang |
| 1965 | Help!            | ¡Socorro!         | Jorge Córcega                | Los Mustang |